# Incontri internazionali di rugby a 15 di metà anno 2010
Nel rugby a 15 è tradizione, tra maggio e luglio una serie di test, che comprendono una serie di incontri tra le squadre dell'emisfero nord in tour all'emisfero sud. Con "Down Under Tour" sono indicati proprio i tour che si svolgono nell'emisfero australe tra maggio e luglio, in particolare ad opera delle squadre dell'emisfero nord. 
Contemporaneamente si svolgono altri tornei che vedono impegnate solitamente le squadre "A", ossia i rincalzi delle nazionali più forti e le nazionali di secondo livello

## Settimana dal 23 al 29 maggio
L' "End of season Tour": come "antipasto" due incontri dei Barbarians:
| Londra 30 maggio 2010 | Inghilterra XV | 35 – 26                                                                          | Barbarians | Twickenham |
| \| \| \| \| \| mete: Haskell 13', Hape 23' Foden 36', Tindall 45' trasf.: Hodgson 14', 24', Barkley 45' c.p.: Hgdson 8' 10' Barkley 80' \| Marcatori \| mete: Sackey 34', 75', D Smith 55', Johnston 64' trasf.: Elissalde 35', 57', 76' \| |                |                                                                                  |            |            |
| |                |                                                                                  |            |            |
| mete: Haskell 13', Hape 23' Foden 36', Tindall 45' trasf.: Hodgson 14', 24', Barkley 45' c.p.: Hgdson 8' 10' Barkley 80' | Marcatori      | mete: Sackey 34', 75', D Smith 55', Johnston 64' trasf.: Elissalde 35', 57', 76' |            |            |

--
| Limerick 4 giugno 2010 | Irlanda XV | 23 – 29                                                                                           | Barbarians | Thomond Park |
| \| \| \| \| \| mete: Ronan 40' Bucley 59' trasf.: O' Gara 40' 60' c.p.: O' Gara 19' 46' 63' \| Marcatori \| mete: Rush 33' , G.Smith 37' Heymans 47' trasf.: James 37' c.p.: James 11' 17' 29', Elissalde 56' \| |            |                                                                                                   |            |              |
| |            |                                                                                                   |            |              |
| mete: Ronan 40' Bucley 59' trasf.: O' Gara 40' 60' c.p.: O' Gara 19' 46' 63' | Marcatori  | mete: Rush 33' , G.Smith 37' Heymans 47' trasf.: James 37' c.p.: James 11' 17' 29', Elissalde 56' |            |              |

--
Il Giappone "A" in Europa per tre match. Come antipasto un match contro il club campione di Scozia. Poi affronterà una selezione scozzese formata sia da giocatori della prima squadra pronti per il tour in Argentina, sia della squadra "A", che parteciperà alla IRB Nations Cup 2010.
| 4 giugno 2010 | Currie | 17 – 35 | Giappone A |  |

## Settimana dal 30 maggio al 6 giugno
.
| Edimburgo 1º giugno 2008 | Scozia XV | 24 – 5 | Giappone "A" | Murrayfield |

--
| 5 giugno 2008 | Spagna XV | 3 – 60 | Giappone "A" |  |

--
Match disputato a Cardiff tra Galles e Sud Africa
| Arbitro: | A. Lewis |

| |           | |
| mete: Hook 20', Prydie 72' , A.W. Jones 77' trasf.: S.Jones 21', 78' c.p.: S.Jones 8', 18', 46' Drop: Hook 11' | Marcatori | mete: O.Ndungane 30' 42' 59' trasf.: Ruan Pienaar 44' 60' c.p.: Ruan Pienaar 16'23' 35' 74' Steyn 55' |

--
Figi contro Australia: una pesante sconfitta
| Arbitro: | P. Fitzgibbon |

| |           |                  |
| mete: Beale 10' e 77'Brown 39' Cooper 43'Ioane 50' 67' Mitchell 63' trasf.: Giteau 11', 44', 51', 64', 67', 78' Cooper 40' | Marcatori | c.p.: Rawaga 27' |

--
Incontro di preparazione alla IRB Pacific Nations Cup 2010
| Albany 5 giugno 2008 | North Harbour | 23 – 19 | Giappone XV |  |

## Settimana dal 7 al 13 giugno
L'Irlanda subisce una clamorosa batosta dalla Nuova Zelanda, mentre la Francia crolla contro il Sudafrica, nella sfida tra la migliore europea e la detentrice del Tri Nations. Salva l'onore delle Europee l'Inghilterra a lungo in partita con l'Australia. Oltre alla Scozia che vince a Buenos Aires, contro un Argentina assai sperimentale.
| Arbitro: | Stuart Dickinson |

|                                                               |           |                                                                   |
| mete: O'Connor 3 trasf.: O'Connor 2 c.p.: O'Connor 2 , Barnes | Marcatori | mete: Mears, Banahan Ward-Smith trasf.: Barkley 2 c.p.: Barkley 3 |

--
| Whangarei 12 giugno 2010 | New Zealand Maori | 37 – 31                                                                        | New Zealand Barbarians |  |
| \| \| \| \| \| mete: Brett, Robinson Triggs, H. Gear L.Messam trasf.: McAllister 2 c.p.: McAllister 2 \| Marcatori \| mete: Saiili, B. Smith J. Mackintosh, C. Slade trasf.:C.Slade 4 c.p.: C. Slade \| |                   |                                                                                |                        |  |
| |                   |                                                                                |                        |  |
| mete: Brett, Robinson Triggs, H. Gear L.Messam trasf.: McAllister 2 c.p.: McAllister 2 | Marcatori         | mete: Saiili, B. Smith J. Mackintosh, C. Slade trasf.:C.Slade 4 c.p.: C. Slade |                        |  |

--
| Arbitro: | Wayne Barnes |

| |           |                                                                                           |
| mete: Smith 11' e 46' Read 21' e 27' Cowan 29 34 50 76 Tialata 65' trasf.:Carter 12' 22' 28' 30' 34' 47' 51' Weepu 66' 77' c.p.: Carter 7' | Marcatori | mete: Touhy 35 'O'Driscoll 56' Bowe 61' D'Arcy 75' trasf.: 'O'Gara 36' 57' 61' Sexton 76' |

--
| Arbitro: | Nigel Owens |

|                                                                                             |           |                                                                    |
| mete: 17' Elsom 30' e 56' Cooper trasf.: 17' 30' 56' O'Connor c.p.: 72' O'Connor 78' Cooper | Marcatori | mete: 53' e 70' meta tecnica trasf.: 54' 70' Flood c.p.: Flood 43' |

--
| Arbitro: | Bryce Lawrence |

|                                                                                          |           |                                                                     |
| mete: 7' e 49' Spies 31' 75' Steenkamp trasf.: Steyn 3 Pieenar 1 c.p.: 10' 23' 46' Steyn | Marcatori | mete: 28' Rougerie 79' Andreu trasf.: Parra, Skrela c.p.: 40' Parra |

--
| Arbitro: | Dave Pearson |

|                                                               |           |                                                              |
| mete: 3' Tesi 30' Leguizamon c.p.: 12' 80' F. Contepomi Drop: | Marcatori | c.p.: 6', 23', 39', 52', 68', 80' Parks Drop: 40', 75' Parks |

## Settimana dal 14 al 20 giugno
| Arbitro: | Steve Walsh |

|                |           |                            |
| c.p.: Barnes 3 | Marcatori | c.p.: Hodgson 2, Barkley 3 |

--
| La Plata 18 giugno 2010 | Argentina "A" | 14 – 37 | Francia XV |  |

--
| Arbitro: | Mark Lawrence |

|                                                                       |           |                                            |
| mete: Gear, Sweeney Lowe trasf.: McAlister 2 c.p.: McAlister 3, Ripia | Marcatori | mete:Wallace trasf.: Sexton c.p.: Sexton 7 |

--
| Arbitro: | George Clancy |

| |           |                                                    |
| mete: 18' Mealamu 31' Jane 52' 68'Carter 71'Kahui trasf.:19' 53' 70' 73' Carter c.p.: 24' 50' 63' Carter | Marcatori | c.p.: 15' Halfpenny 34' S. Jones Drop: 3' S. Jones |

| Arbitro: | Romain Poite |

|                                                                 |           |                                                                                |
| mete: 21' 42' Giteau trasf.: 23' 43' Giteau c.p.: 7' 14' Giteau | Marcatori | mete: 17' Young 26' Ashton trasf.: 17' Flood c.p.: 2' 44' Flood 51' Wilikinson |

| Arbitro: | Keith Brown |

|                                                                                     |           |                                                                             |
| mete: 17' Habana 30' Louw 48' Kirchner trasf.: 18' 39' 49' M.Steyn c.p.: 14'M.Steyn | Marcatori | mete: 63'Parisse trasf.: 63' Mirco Bergamasco c.p.: 12' 68'Mirco Bergamasco |

| Arbitro: | Christophe Berdos |

|                                             |           |                                                                |
| c.p.: 13' 19' F.Contempomi 59' M. Rodriguez | Marcatori | mete: 2' Hamilton trasf.: 3' Dan Parks c.p.: 24' 73' Dan Parks |

## Settimana dal 21 al 27 giugno
| Napier 23 giugno 2010 | New Zealand Māori | 35 – 28                                                                                | Inghilterra XV | McLean Park |
| \| \| \| \| \| mete: 13' Gear 18' Messam 42' e 45 'Gear trasf.: 15' 19 44' McAlister c.p.: 11' McAlister 73' 75 Ripia \| Marcatori \| mete: 4' SE Armitage 38' Care 40' Ashton trasf.: 5' 39' Hodgson c.p.: 2' 9' 34' Hdgson \| |                   |                                                                                        |                |             |
| |                   |                                                                                        |                |             |
| mete: 13' Gear 18' Messam 42' e 45 'Gear trasf.: 15' 19 44' McAlister c.p.: 11' McAlister 73' 75 Ripia | Marcatori         | mete: 4' SE Armitage 38' Care 40' Ashton trasf.: 5' 39' Hodgson c.p.: 2' 9' 34' Hdgson |                |             |

--
| Arbitro: | Andrew Small |

| |           |                                             |
| mete: 11' e 30' Steyn 37 Spies 51' du Plessis 56' Habana 60' van der Merwe 78' BJ Notha trasf.11', 31', 37', 51', 58', 60' Steyn 79' Pienaar c.p. 4' 20' Morné Steyn | Marcatori | mete: 65' Sepe c.p. 8' 14' Mirco Bergamasco |

| Arbitro: | Bryce Lawrence |

|                                                                  |           |                                    |
| mete: 17' Burgess 39' Cooper c.p.: 12' 33" Cooper 52' 61' Giteau | Marcatori | c.p.: 2', 9', 22', 29', 35' Sexton |

| Arbitro: | Jonathan Kaplan |

|                                                                                    |           |                                                      |
| mete: 24' Jane 80' Cruden trasf.: Carter, Wepu c.p.:13', 40', 44', 51', 55' Carter | Marcatori | mete: 77' Roberts trasf.: S.Jones c.p.: 3' Halfpenny |

| Arbitro: | Stuart Dickinson |

| |           |                                                            |
| mete: 40' Lobbe 48 e 68' F.Contempomi 59' Carballo trasf.: 40', 49', 68' F. Contepomi c.p.: 4', 8', 26', 37', 65' Contepomi | Marcatori | mete: 53' Malzieu trasf.: parra c.p.: 2' Porical 18' Parra |